# Cercària
La cercària (del grec κέρκος (kérkos), «cua») és una forma larval dels trematodes paràsits que viu en un hoste intermedi (com per exemple un mol·lusc, que és el cas de diversos paràsits patògens per als humans). En el cicle evolutiu dels trematodes la cercària és la fase compresa entre la rèdia i la metacercària i es desenvolupa dins de les cèl·lules germinals de l'esporocist o rèdia.
Una cercària té un cap estriat amb grans glàndules de penetració. Pot tenir o no una llarga «cua» caudal, segons l'espècie. La mòbil cercària busca i s'instal·la en un hoste, on esdevindrà un adult, o un mesocercari o un metacercari, segons les espècies.

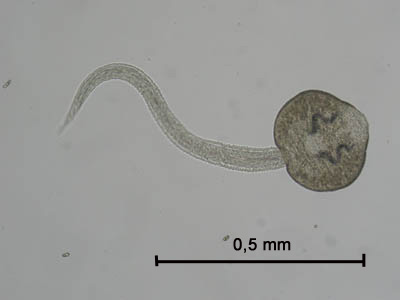
Cercaria d'un Fascioloides magna
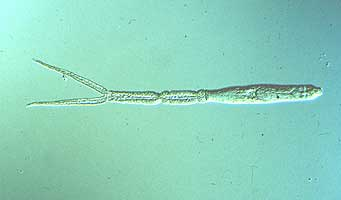
Cercaria d'un Austrobilharzia variglandis

En la majoria dels trematodes digenis, la cercària és l'última fase de la seqüència de formes larvals lligades per metamorfosi i multiplicació asexual regenerativa que es fa dins el primer hoste intermediari. La cercariogènesi es produeix a l'interior dels esporocists o les rèdies. Les cercàries madura constitueixen ja un estadi juvenil de l'adult i normalment presenten un cos globular, cilíndric o oval, i una cua, de llargada i forma diferents, tot i que en alguns casos hi manca. El cos presenta una ventosa oral proveïda d'un estilet protràctil amb base musculada (xifidiocercàries) o armada d'espines corbes (furcocercàries), i una ventosa ventral de diferent localització, que pot faltar en algunes espècies. L'aparell digestiu consta d'una boca, generalment situada a la ventosa oral, rarament a la ventral (gasterostomes), que és seguida d'una prefaringe, una faringe, l'esòfag i finalment l'intestí, generalment bifurcat en dues branques cegues simples (fins i tot en aquelles espècies en què aquestes són ramificades en l'adult, com en Fasciola hepatica).

Alguns trematodes que les seves larves presenten la forma de cercària són: Dicrocoelium dendriticum, Fasciola hepatica, Fasciolopsis buski, Paragonimus westermani i Schistosoma.

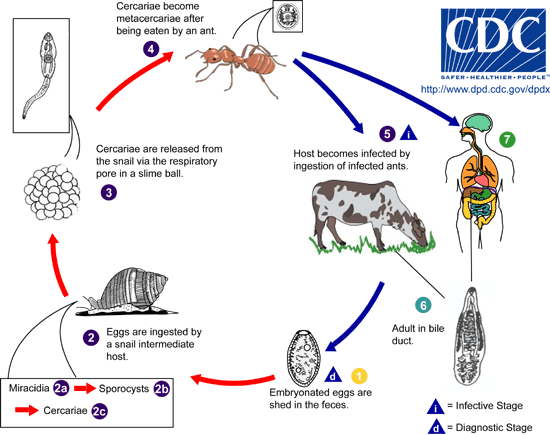
Cicle vital del Dicrocoelium dendriticum
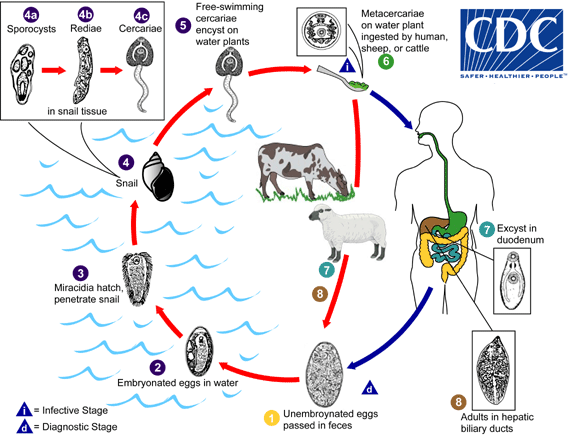
Cicle vital de la Fasciola hepatica
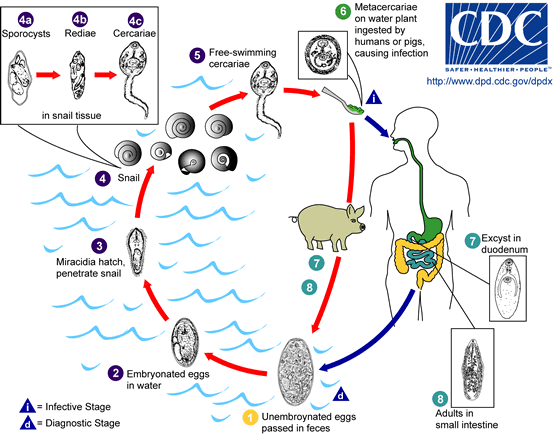
Cicle vital de la Fasciolopsis buski
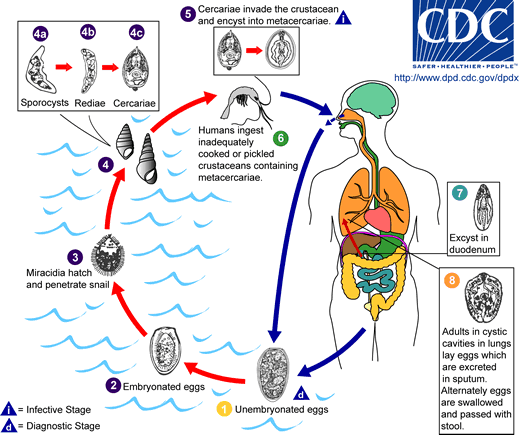
Cicle vital del Paragonimus westermani
Cicle vital del Schistosoma
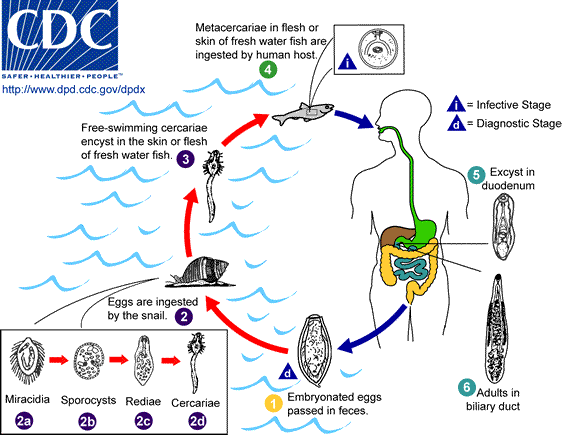
Cicle vital de Clonorchis sinensis

Els rotifers (Rotaria rotatoria) produeixen un producte químic, factor de paràlisi dels esquistosomes, que suprimeix la natació de la cercària i redueix les infeccions.